# Борго д'Але
Бо̀рго д'А̀ле (на италиански: Borgo d'Ale; на пиемонтски: 'l Borgh d'Ales, Ъл Борг д'Алес) е село/малък град и община в провинция Верчели, регион Пиемонт, Северна Италия. Разположено е на 242 m надморска височина. Населението на общината е 2214 души (към 1 януари 2023 г.), от които 183 души са чужди граждани.
Известно е с производството на плодове и зеленчуци, особено на праскови, киви и грозде Изабела.

## География, aдминистративно деление и население
Борго д'Але се намира в югоизточните краища на хълмовете на Мореновия амфитеатър на Ивреа, в югозападната част на провинция Верчели, на границата с Метрополен град Торино и Провинция Биела, в Паданската низина.
Общинската територия е ясно разделена на хълмиста зона, разположена северозападно от центъра и простираща се на няколкостотин метра от езерото Вивероне, и равнинна зона южно и източно от него. Хълмовете са част от най-външния кръг на Мореновия амфитеатър на Ивреа. Надморската височина варира от 193 м близо до границата с Тронцано Верчелезе до 450 м при Брик Камолеза (Bric Camolesa). Градчето е разположено сред природата, което предлага възможност за разходки пеша или на кон. То освен това привлича посетители и благодарение на красотата на историческо-архитектурното си наследство.
Граничи със следните 10 общини: Аличе Кастело, Мальоне, Монкривело, Боргомазино, Косано Канавезе, Бианце, Сетимо Ротаро, Вивероне, Адзельо и Тронцано Верчелезе. Отстои на 42 км от Торино и на 89 км от Милано.
Има следните местности: Арельо, Бертела, Боскерина, Ербарио.
Населението на общината е 2214 души (към 1 януари 2023 г.), от които 183 души са чужди граждани, сред които преобладават тези на Румъния – 112 души. Там живеят и трима български граждани.

## Топоним
Томпонимът идва от Borgus Alicus (от лат. „Селище на Аличе“), произлизащ от името на поземлен имот (в случая – Allicus) и отнасящ се до съседното селище Аличе. Първоначално селището носи името Борго (Borgus) и едва през 1272 г. се появява името Burgus Alicis, което потвърждава хипотезата, че най-много хора в него идват от Аличе.
През 1573 г. населението получава от Савоя разрешението да промени името си на такова, което по-добре характеризира реалната идентичност на новата община и така се появява името Burgus Alarum.

## История
Първите обитатели на района са лигурите и келтите, за което свидетелстват някои топоними и лични имена.
Археологическите находки, както и многобройни топоними, имена на хора и често използвани думи показват, че районът е бил транзитен път към и от Галиите на римските армии, а впоследствие – място за лангобардски поселения.
Ок. нач. на IX век се появяват сведения за първите стабилни селища в района, които впоследствие дават живот на Борго д'Але: Ербарио (Erbario), Меольо (Meoglio), Арельо (Areglio) и Кливоло (Clivolo), оспорвани между крал Ардуин от Ивреа и епископите на Верчели. Последните взимат надмощие благодарение на признаването на юрисдикцията им над селищата с императорска диплома от 7 май 999 г.
В следващите три века тези земи са обект на многобройни спорове с честа смяна на юрисдикцията между Епископите на Ивреа, Абатството „Св. Андрей“ във Верчели и Комуната на Верчели. През 1191 г. селището – собственост на господарите Карварио е дадено на Капитула на Верчели. През 1243 г. графовете гибелини на Каваля се вдигат на бунт срещу гвелфския капитул, но след няколко години те отново му се подчиняват.
В този контекст се ражда идеята за изграждане на ново селище, свободно от такива феодални спорове. Идеята е подкрепяна от Комуната на Верчели, желаеща да осигури политически и военен контрол на района, отнемайки властта от епископите.
В официален документ от 17 март 1270 г. някои глави на семейства от Ербарио, Меольо, Арельо, Кливоло и Аличе молят Общинския съвет на Верчели за разрешение за изграждане на свободно селище (borgo franco), освободено от феодални връзки и със съответните облаги. На 12 май 1270 г. петицията е одобрена с условието то да бъде построено на свободна от постройки и феодални връзки територия под юрисдикцията на Верчели и населението на тези селища да се пресели там, напускайки старите къщи. Въпреки че много хора решават да не сторят това, а под влияние на канониците на Абатство „Св. Андрей“ епископът на Верчели отлъчва от църквата дръзналите да го сторят, проектът се осъществява.
Верчели поръчва на техници да нарисуват планиметрия с ортогонална мрежа с две генериращи оси и второстепенни улици, оформящи шахматна дъска от 16 блока, всичките около защитна ограда и четири порти за достъп.
Ок. нач. на XIV век селището става собственост на Висконти от Милано, а през 1374 г. – на Савоя. По-късно е агрегирано към военното капитанство на Сантия.
Населението му нараства особено след 1417 г., когато херцог Амадей VIII Савойски разрушава селището на Арельо поради бунтовете на феодалния владетел Антонио Тицони.
То е дадено като феод на знатния род Алчати и десетилетия наред се радва на спокойствие чак до 1610 г., когато херцог Карл Емануил I Савойски го отстъпва на Андреа Валперга.
През 1711 г. селището е продадено на граф Антонио Перачино и през 1722 г. – на Гаспаре Джузепе Мария Понсильоне, който го управлява до Обединението на Италия през 1861 г.

## Икономика
В сферата на селското стопанство се произвеждат плодове, най-вече праскови, зърнени култури, пшеница, зеленчуци, фураж и грозде; развъждат се говеда, свине, кози, коне и птици. Индустрията се състои от няколко компании, които се занимават с преработка и маркетинг на хранителни продукти; други сектори са текстил, опаковки, строителство, металургия, дървообработване, хартия, производство на мебели, селскостопанска техника, добив на пясък, чакъл и глина и производство на строителни материали. Третичният сектор се състои от добра търговска мрежа и набор от услуги, вкл. банкови, застрахователни услуги и агенции за недвижими имоти.

## Забележителности

### Религиозна архитектура

#### Енорийска църква „Св. Архангел Михаил“
Изграждането на оригиналното ядро на енорийската църква  (Chiesa parrocchiale di S. Michele Arcangelo) е след 1270 г. Работите започват благодарение на даренията на господарите Де Бордонис, които са нейни покровители до 1600 г.
Бароковата църква е издигната между 1771 и 1778 г. по проект на арх. Бернардо Антонио Витоне на мястото на старата енорийска църква, гробището и част от къща, оставена на църквата. Има един кораб с централен шестоъгълен план, увенчан с голям купол и заобиколен от шест апсиди. Сред скромността и хроматичната и декоративна елегантност на интериорите, обогатени от светли щукатурите с барокови форми, се открояват полихромните олтари. Рестраврирана е напълно през 2008 – 2011 г.

### Бивша църква „Св. Франциск“
Това (Chiesa di S. Francesco) е бившата църква от XVII век на тогавашното Братство на Св. Франциск. В края на XIX век пред входа ѝ е добавен портик. Към 2020 г. се използва за градска библиотека.

#### Църква на Възнесение Богородично/ на Утешителката
Строителството на църквата (Chiesa di S. Maria Assunta/ La Consolata) започва през 1655 г. на мястото на древен ораторий, известен като „Ораторий на Утешителката“. По време на епидемиите от холера (1862) и едра шарка (1911) някои помещения в съседство с църквата са използвани като лазарет.

#### Църква „Св. Михаил на Кливоло“
Съществува през VIII век в лангобардско селище. Църквата (Chiesa di S. Michele di Clivolo)  е построена отново като романска църква между 1050 и 1075 г. в ролята на пиеве в древното селище Кливоло (букв. „малък хълм/наклон“ от лат. clivulus). Променена е през периода на барока и е реставрирана през 1897 и 1969 г. Първоначално е била трикорабна, но към 2020 г. е двукорабен селски параклис без камбанария.
В апсидата се съхраняват ценни средновековни стенописи от преди 1070 г. Предполага се, че са дело на поне двама (неизвестни) автори, вероятно от една и съща работилница: единият има по-усъвършенствана техника и работи по апсидата, а другият – по арката. Стенописите демонстрират явното влияния на школите в Регенсбург и Райхенау. На купола има фрагменти от фигурата на Дева Мария, фризове с растителни елементи, светец и два пауна. В цилиндъра на апсидата на фона на бели, жълти и сини ленти са изобразени непълните фигури на четирима апостоли, нетипично седнали, държащи в ръцете си свитък или книга, символизиращи Стария и Новия завет. На последния свод вляво се намират три медальона с фигурите на дякони и с благословящата дясна ръка на Господ Бог. Други фрагменти са открити по време на реставрациите на триумфалната арка, на лявата стена на централния кораб и на участък от десния.

#### Църква „Св. Мария на Меольо“
Документални източници свидетелстват за наличието на Цела-та на Меольо (Cella di Meoglio) сред владенията на манастира Лучедио. Според традицията през 1001 г. Св. Бононий е извършил чудо там. Терминът cella означава малка къща начело със свещеник монах, подпомаган от братя миряни и заселници за обработване на ниви.
Църквата е била център на антично поселище Меольо и първите данни за съществуването ѝ са от 1193 г. Няколко пъти е разрушавана и е възстановена през 1848 г. Днес е известна като „Светилището на Мадоната на цела-та“ (Santuario della Madonna della Cella), разположено сред гората с голям площадка около нея, изпълнена с оброчни параклиси. Сградата има еднокорабен план и е разположена по оста изток-запад с вход от запад, пред който има портик с четвъртит покрив. Църквата е изградена от каменна стена с изключение на камбанарията от видими тухли. Интериорът е добре запазен и е украсен с растителни мотиви и християнски символи. На Главния олтар има стенопис от XVII век с Дева Мария със светци и благодетел.

#### Църква „Св. Мария на Арельо“, нар. „Джезиаса“
Църквата (Chiesa di S. Maria d’Areglio (Gesiassa) е трикорабна романска църква без камбанария, към 2020 г. в руини, изградена в периода 1025 – 1050 г. Била е център на древно поселище, a през XIV  век – значима енорийска църква с 13 църкви под своята юрисдикция. Към 2020 г. са останали част от фасадата, разделителната стена (с арки) между централния и десния неф, част от външната дясна стена и част от апсидата на централния кораб, в чийто басейн има фрагменти от стенопис с Богородица, много подобни по стил на стенописите в църквата на Св. Михаил от Кливоло, т.е. от края на XI век.

### Градска архитектура

#### Порта Аличе
Носи това име (Porta Alice), защото навремето е затваряла селището към Аличе. Изградена е през XII век и ограничава част от историческия център, като напомня за една от четирите порти за достъп до средновековното, освободено от налози селище (borgo franco). Изцяло е реконструирана през епохата на Наполеон (1780), има три арки и е символен паметник на Борго д'Але.

#### Мелница Боскерина
Мелницата (Mulino della Boscherina) датира от края на XV век и е разположена в района на Боскерина, важна пощенска станция по пътя от Чиляно до Верчели. До 1970 г. служи като мелница за пшеница и царевица.

#### Замък Брик дал Мунт
Рунините на древния замък на Арельо се намират на 440 м надм. височина на хълма Брик дал Мунт (Bric dal Munt) – един интересен археологически район. Вероятно е от преди XI век и по-късно става замък – укрепен заслон с отбранителни функции. През 1417 г. е напълно унищожен.
Местността се появява за първи път в документ от 999 г. и впоследствие в различни документи от XII век, включително в акт от 1173 г., в който графовете на Каваля се обявяват за васали на епископа на Верчели. Документите обаче се отнасят до селището с църквата „Св. Мария“, а не до укрепеня замък (castrum) с изглед към района. Вероятно той е изоставен през XI-XII век. Ограждението следва контурите на платото, а от едната му страна все още се вижда участък от зидария, редуваща се с редици тухли с дължина около 30 м; по-нагоре на хълма има останки от кула и друга сграда, приблизително вписани в правоъгълник с размери 9x14 m, а стената достига дебелина от 130 – 140 см.

#### Лангобардски некропол
Един от най-известните некрополи в Пиемонт. Открит е през 1960 г. и е типичен пример за гробница на висш лангобардски воин от средата на VII век. Изградена е от тухли и камъчета, споени с вар, и е покрита с гранитна плоча, вероятно при римска повторна употреба; подът ѝ е покрит с керемиди. Намерени са различни железни оръжия, бронзови катарами и плаки от колан, фрагменти от желязна ножница и стъклена чаша, вероятно бокал, железни пирони, шпора. През 1980 г. е открита и втора гробница на лангобардски воин недалеч от първата; това откритие е важно, тъй като е първото системно разкопаване на лангобардска гробница в Пиемонт. Не е отворена за посещение. Находките се съхраняват в Археологическия музей на Торино.

## Събития
- Пазар за стоки втора ръка и малки антики (Mercatino dell'usato e del piccolo antiquariato) – третата неделя на месеца на покрития пазар за плодове и зеленчуци, един от най-големите в Северна Италия
- Пролетен панаир (Fiera di primavera) – 24 март
- Театрален преглед (Rassegna teatrale) – всички съботи на месец май представяне на комедии на пиемонтски език
- Летен панаир (Fiera d'estate) – 9 юни
- Празник на прасковите (Festa delle Pesche), организиран от Комитет „Прасковените цветове“ – през юли
- Преглед „Изкуство и музика“ (Rassegna Arte e Musica), организиран от 1990 г. насам от женския полифоничен хор „Torre Alata“ – през септември
- Патронен празник, посветен на Св. Архангел Михаил – на 29 септември
- „Сан Микеле Хорал Сингинг Ревю“ (San Michele Choral Singing Review), организиран от 2000 г. от алпийския хор „Детелина“ (Il Quadrifoglio) – обикновено в съботата след патронния празник на градчето.

## Култура

### Музеи, библиотеки, театри, кина
- Градска библиотека (Biblioteca Civica), в бившата църква на Св. Франциск
- Театрална група „Дел Чентро“
- Няма кина и музеи

### Религиозни центрове
- Католическа енорийска църква „Св. Архангел Михаил“ (Chiesa parrocchiale di S. Michele Arcangelo)
- Католическа църква „Възнесение Богородично“/ на Утешителката (Chiesa di S. Maria Assunta/ La Consolata)
- Католическа църква „Св. Михаил на Кливоло“ (Chiesa di S. Michele di Clivolo), в район Кливоло
- Католическа църква „Св. Мария на Меольо“ (Chiesa di S. Maria di Meoglio), известна и като „Светилището на Мадоната на цела-та“ (Santuario della Madonna della Cella), в район Меольо
- Католическа църква „Св. Варнава“ (Chiesa di San Barnaba), в район Сан Барнаба
- Католическа църква „Св. Грат“ (Chiesa di San Grato)
- Католическа църква „Св. Петър“ (Chiesa di San Pietro), в район Бозе (Bose)
- Католическа църква „Св. Антоний от Падова“ (Chiesa di Sant′Antonio da Padova)

### Образование
- Една държавна детска градина
- Eдно държавно начално училище (от 1-ви до 5-и клас вкл.)
- Eдно държавно средно училище от първа степен (от 6-и до 8-и клас вкл.)
- Гимназиите и техникумите са в градчетата Каваля и Сантия

## Гастрономия
- Плодове, предимно праскови, киви и грозде Изабела
- Канестрели (Canestrelli): сладки от Късното средновековие. Основните им съставки са брашно, масло, яйца и захар. Те са плоски, крехки бисквити с неправилна форма поради приготвянето им във формата на вафла с тъмнокафява шоколадова основа.
- Бичолани (Bicciolani): вкусни бисквити, направени с много масло, комбинирано с брашно и захар; сместа се овкусява с индийско орехче и канела и се пече на малки парченца.
- Картофен салам (Salam patata): традиционен салам, признат за италиански „Традиционен хранително-вкусов продукт“ (P.A.T.).

## Транспорт
- Първостепенен междуградски път на Борго д'Але SS n. 593
- Автомагистрала A4 Торино – Триест през собствен пункт за плащане на такса на 5 км от него
- ЖП гара, разположена на линиите Торино – Милано, Арона – Сантия и Биела – Сантия, в градчето Сантия – на 11 км
- Пристанище в Генуа – на 158 км
- Най-близкото летище за вътрешни и международни полети е Торино Казеле – на 51 км; летището Милано Малпенса, използвано за европейски и директни междуконтинентални полети, е на 85 км
- Междуградски автобусни линии: Sadem линия 001 Торино – Милано, Autostardale линия 04 Торино – Милано и ATAP линия 345 Каваля – Аличе Кастело – Чиляно – Рондисоне – Торино, линия 346 (бивша 80) Аличе Кастело – Чиляно – Вилареджа – Кастелросо и линия 348 (бивша 78) Каваля – Чиляно – Боргомазино – Вестиние – Ивреа.[16]

## Спорт
- Общинска фитнес зона (Area Fitness Comunale)
- Тенис корт (Campo da tennis), в Парк на акведукта (Parco dell’acquedotto)
- Аматьорски футболен тим „А би чи Борго д'Але“ (Abc Borgo d'Ale[17])

## Известни личности
- Дон Феличе Емануеле Дота (18 век) – начело на енорията на Борго д’Але (1753 – 1791).
- Теодоро Ачо (1729 – 1802) – професор по философия и право в Торинския университет, управител на общината и активен поддръжник на викторианския проект за изграждане на новата енорийска църква.
- Джовани Батиста Калигарис – наследник на дон Феличе Емануеле Дота, начело на енорията на Борго д’Але (1791 – 1841), допринася за украсяването на енорийската църква.
- Лодовико Дребертели (1830 – 1905) – адвокат в Съда във Верчели, ръководител на община Борго д'Але (1860 – 1880).
- Доменико Порта (1827 – 1905) – училищен инспектор в различни градове на Италия, през 1879 г. публикува историческия роман „La Cella di Borgo d’Ale“.
- Камило Бертели (? – 1925) – финансов интендант, назначен за велик офицер и сенатор на Кралство Италия.
- Монсеньор Джовани Ролоне – енорийски свещеник на Борго д’Але (1916 – 1959), построява първата сграда на старческия дом и прави всичко възможно, за да подкрепи населението по време на двете световни войни.